# Secular Pro-Life
Secular Pro-Life (SPL; trad. Seculares por la vida) es una organización estadounidense de ateos, agnósticos y humanistas seculares que defiende los valores provida. Fue fundada en 2009 por un estudiante de Derecho de la Universidad de Virginia, Kelsey Hazzard.

## Ideario
SPL opera sobre un contexto de debate altamente polarizado como es el aborto en América, donde la mayoría de organizaciones provida tienen una inspiración cristiana. 
SPL se opone al aborto electivo o inducido, pero no al aborto indirecto. Defiende que el feto es un ser humano que debe ser reconocido como persona por las leyes, y que posee derechos humanos. Sostienen que la falta de autonomía o viabilidad del feto con respecto al cuerpo de la madre no es un argumento válido para negarle el carácter personal. Por otro lado, se posicionan a favor de los métodos anticonceptivos que impiden la fecundación, pero no a favor de los que impiden la implantación del blastocito, por ser considerados abortivos. También apoyan la educación sexual.
SPL estuvieron presentes en la Conferencia de Ateos americanos de 2012. Su presencia allí causó cierta controversia dentro de la comunidad de ateos.
En febrero de 2014, el presidente de SPL, Kelsey Hazzard, dio una conferencia en la Universidad de Georgia titulada "Provida sin Dios". Los carteles que anunciaban el acto fueron repetidamente vandalizados, pero no se pudo identificar a las personas que causaron los daños. 
SPL ha sido muy crítica con el triunfo de Donald Trump en EE. UU., por lo que consideran una inconsistencia entre sus posiciones sobre el aborto junto a su actitud hacia mujeres, inmigrantes mexicanos, y musulmanes. En noviembre de 2016, Hazzard participó en un debate en el que defendió que la causa provida podía mostrar su inconformidad no votando ni a Trump ni a su oponente, Hillary Clinton, defensora de las subvenciones públicas para la organización privada Planned Parenthood.